# Psychotria campylopoda
Psychotria campylopoda är en måreväxtart som beskrevs av Paul Carpenter Standley. Psychotria campylopoda ingår i släktet Psychotria och familjen måreväxter. Inga underarter finns listade i Catalogue of Life.